# LATAM Cargo Chile
LATAM Cargo Chile, precedentemente nota come LAN Chile, è una compagnia aerea cargo con sede a Santiago del Cile. È interamente di proprietà di LATAM Airlines Group e i suoi hub principali sono l'aeroporto Internazionale Arturo Merino Benítez e l'aeroporto Internazionale di Miami.

## Storia
La compagnia aerea è stata fondata nel 1929 e deriva dalle divisioni cargo originali di LAN Chile, Ladeco e Fast Air. Collabora, con le sussidiarie del gruppo Latam Airlines Group come Latam Cargo Brasil, Latam Cargo Colombia e MasAir. LAN Cargo è stata rinominata LATAM Cargo Chile come parte della fusione della sua controllante LAN Chile con TAM Airlines per formare LATAM Airlines nel 2016.

## Flotta

### Flotta attuale
A maggio 2023 la flotta di LATAM Cargo Chile è così composta:

### Flotta storica
LATAM Cargo Chile operava in precedenza con i seguenti aeromobili: